# Ancylorhynchus gummigutta
Ancylorhynchus gummigutta là một loài ruồi trong họ Asilidae. Ancylorhynchus gummigutta được Becker miêu tả năm 1906. Loài này phân bố ở vùng Cổ Bắc giới.